# Exubérance irrationnelle (livre)
Cet article concerne le livre. Pour l'expression, voir Exubérance irrationnelle.

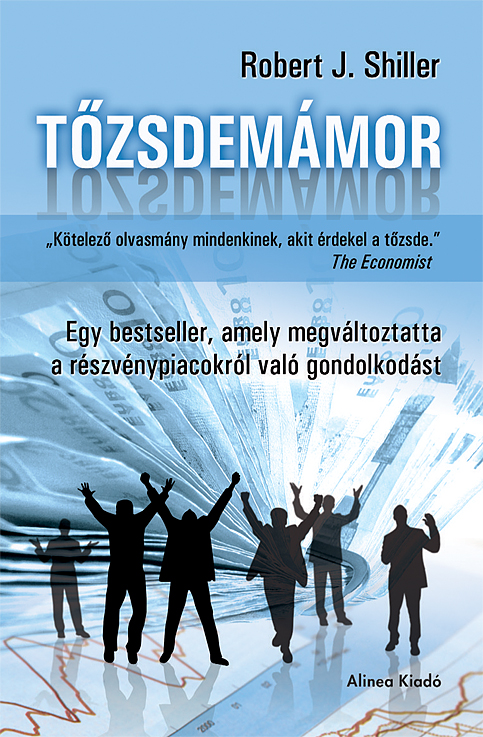
Couverture de l'édition hongroise de 2007.

Exuberance irrationnelle est un livre de mars 2000 écrit par le professeur Robert Shiller de l'université Yale inspiré par le commentaire d'Alan Greenspan : « exubérance irrationnelle ». Publié au sommet de la bulle Internet, il a mis en exergue plusieurs arguments démontrant que le marché boursier était surévalué à l'époque. Les prédictions de Shiller se sont vérifiées car le sommet du Nasdaq a été observé durant le mois de parution du livre, le marché action s'effondrant juste après.
La seconde édition d'Exubérance irrationnelle, publiée en 2005, a été mise à jour afin de couvrir la bulle immobilière et en particulier la bulle immobilière américaine des années 2000. Robert Shiller a estimé que l'explosion de la bulle était proche en montrant que le prix médian des prix immobiliers était six à neuf fois plus grand que le revenu médian de certaines régions du pays. Il a aussi montré que l'immobilier (avec des prix ajustés de l'inflation) donne des retours sur investissements modestes inférieurs à 1 % par an.
Shiller eut une nouvelle fois raison comme le montre l'explosion de la bulle immobilière américaine, qui est en partie responsable de la crise financière et de la récession mondiale en 2008-2009.

## Extrait
« [t]he stock market has not come down to historical levels: the price-earnings ratio as I define it in this book is still, at this writing [2005], in the mid-20s, far higher than the historical average. … People still place too much confidence in the markets and have too strong a belief that paying attention to the gyrations in their investments will someday make them rich, and so they do not make conservative preparations for possible bad outcomes. »

## Galerie

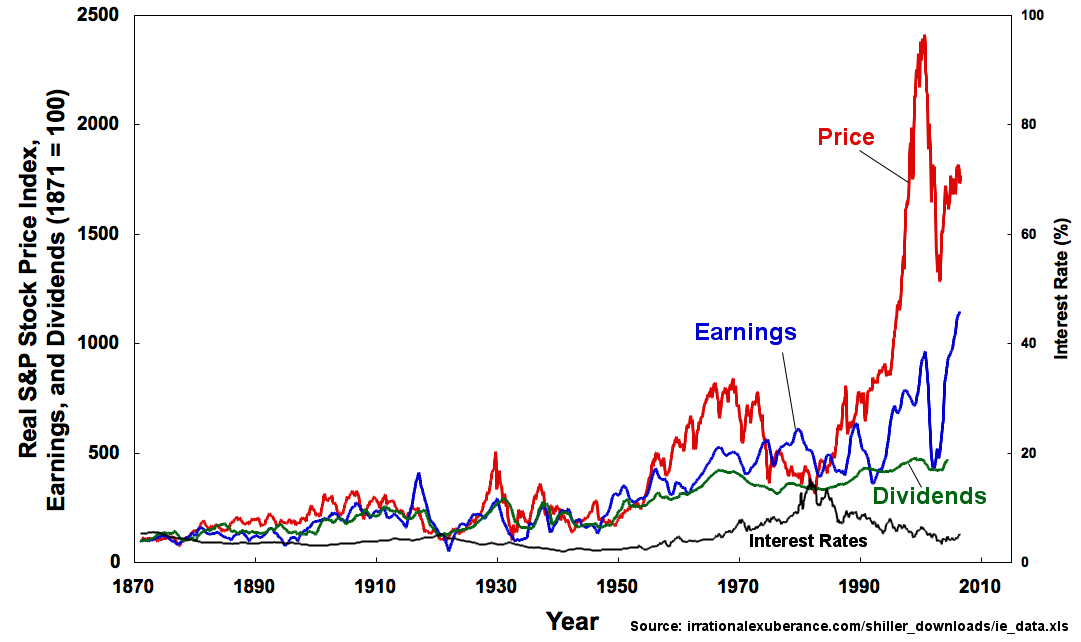
Historique de l'indice composite S&P, revenus, dividendes et taux d'intérêt extrait d'Exubérance irrationnelle, 2e éd[1].
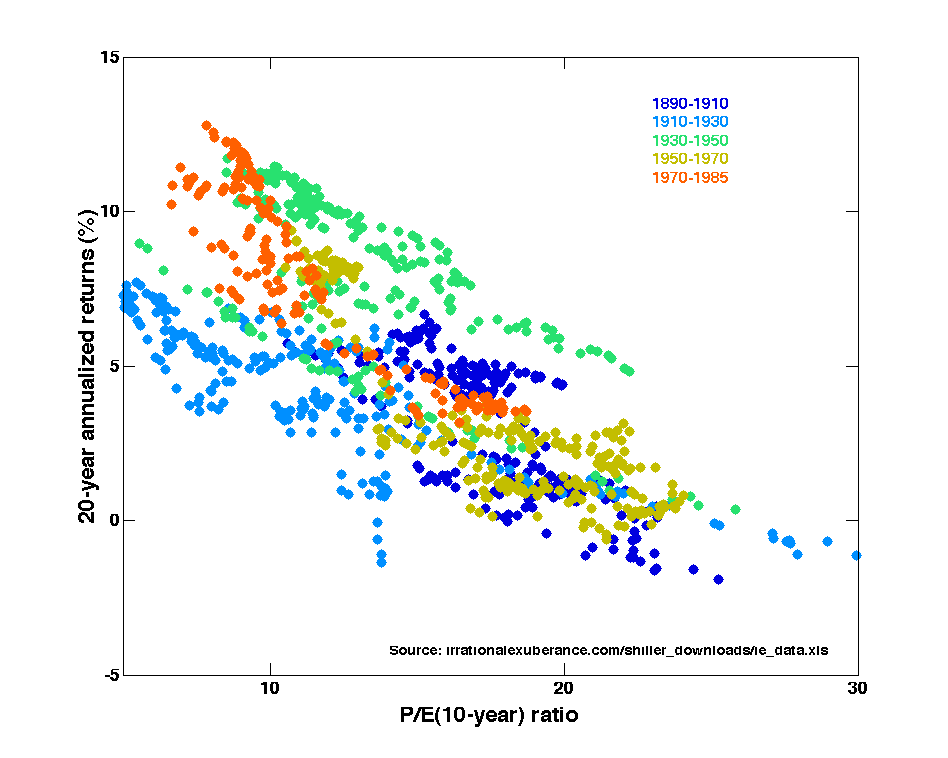
Ratio prix/revenus comme prédicteur du retour sur investissement sur 20 ans extrait d'Exubérance irrationnelle
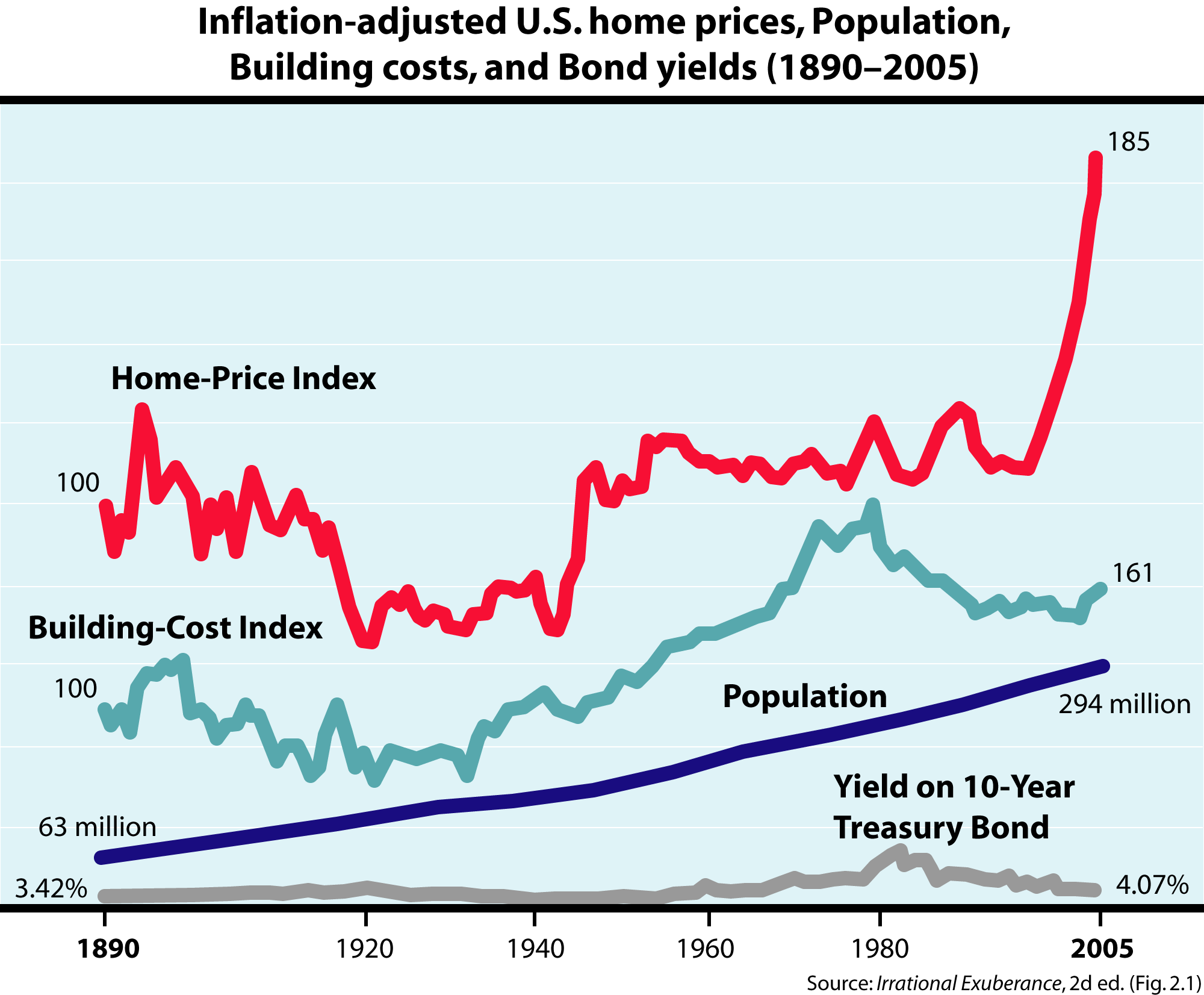
Historique du prix de l'immobilier américain, de l'évolution démographique, des prix de la construction et des taux obligataires extrait d'Exubérance irrationnelle, 2e édition[2].